# Osmaston (Derbyshire Dales)
Osmaston est une paroisse civile et un village du Derbyshire, en Angleterre.